# Anne Cox Chambers
Anne Beau Cox Chambers (Dayton, 1 de dezembro de 1919 – Atlanta, 31 de janeiro de 2020) foi uma empresária, diplomata e filantropa estadunidense. Por 33 anos, ela foi co-proprietária da empresa familiar Cox Enterprises, um império de mídia privado, com sua irmã Barbara Cox Anthony. Seu patrimônio foi estimado pela Forbes em 16,1 bilhões de dólares em setembro de 2014.
Foi embaixadora do seu país na Bélgica.
Morreu no dia 31 de janeiro de 2020, aos 100 anos de idade.